# ライブドアベースボール
株式会社ライブドアベースボール（英: livedoor Baseball.,ltd.）は、2004年にライブドア（LDH）が、同社の完全子会社として設立したプロ野球の球団運営会社である。楽天野球団と共に2005年からの日本プロフェッショナル野球組織（日本野球機構）へ加盟の申請を行っていた。

## 概要

### ライブドア、近鉄球団買収に関する動き
2004年6月13日に発覚した大阪近鉄バファローズとオリックス・ブルーウェーブの球団合併問題を受けて、6月30日に東京証券取引所において堀江貴文ライブドア社長が記者会見を開き、近鉄球団買収に向けて交渉中である事を発表した。しかし、近鉄球団の親会社である近畿日本鉄道の山口昌紀社長は「オリックスとの合併を進めており、買収の申し出は断った」とした。堀江は記者会見で「巨人の渡邊オーナーに会いたい」と述べたが、これに対し渡邊は「終わった話、会う必要も無い」と切り捨てた。堀江はその後7月4日に大阪ドームを訪れ、近鉄の試合を観戦するなどの動きを見せたが、事態は進展しなかった。8月5日、堀江は「近鉄が買収に応じず、オリックスと合併した場合、新球団を作って参入する」と発言する。

### 新球団設立、楽天とのプロ野球新規参入争いへ
8月19日、ライブドアは新球団参入申請を発表、当初保護地域を大阪府、本拠地は大阪ドームとし、バファローズの名前を取得したいとしていたが、新規参入を争う事になる楽天が初めて新球団によるプロ野球参入を発表した翌日の9月18日、ライブドアは保護地域を宮城県、本拠地を仙台市とする構想を発表。9月22日には楽天も本拠地を仙台にすると発表。9月23日、来季からの新規球団参入を認めさせる条件で日本野球機構とプロ野球選手会が合意した。ここにライブドアと楽天による本拠地を仙台とする新規プロ野球球団参入の争いが始まった。
9月25日、両社の社長、堀江と三木谷が仙台市内において顔を合わせ、「何故仙台に」という堀江の問いに三木谷は「大阪、神戸を第一に考えていたが、オリックスの宮内オーナーに納得して貰えなかった」と述べている。10月6日、ライブドアと楽天の球団新規参入に関するヒアリング（聴聞会）が行われるが、特に問題がなかったとされる楽天に対し、ライブドアの検索サイトから成人向けサイトが閲覧できることを問題として、委員と応酬となる。
10月13日、暫定ゼネラルマネジャーにニューヨーク・メッツなどで通訳を勤めていた小島克典を起用したことを発表した。10月14日には新球団の監督が、元阪神コーチのトーマス・オマリーに決まった。10月26日、チーム名が公募の結果「ライブドア・フェニックス」に決定した。投票数はおよそ18000票、1位「フェニックス」が約3400票、2位は「イーグルス」で約2800票。同時に、チーム名である不死鳥をモデルとし、チームカラーの赤をベースに仙台市の「仙」の字（色は黒）をあしらったロゴが公表された。なおチーム名決定の際にインターネットでの公募を行ったところ「仙台ジェンキンス」「ホリエモン ふる太と鉄人兵団」「楽天」「浦和レッズ」「阪神タイガース」「売名行為」「田代まさし」などがランクインし、その後公募サイトは公開停止となった。
下馬評では参入は楽天とされ、11月2日に行われた、プロ野球オーナー会議において、全会一致で翌年よりの参入球団を楽天に決定。議長を務めた滝鼻卓雄巨人オーナーは「永続的経営が可能な安定的体力がある企業が望ましい」と述べ「球団経営の継続性や発展性」「親会社と球団の経営状況」を重視したとしている。堀江は連絡を受けて「まぁしょうがない」とつぶやき「仙台新球団おめでとうございます」と悔しさを押し殺しながら語った。
なお、新規参入は認められなかったが、会社は解散せず、事業を継続することが決定していた。また、親会社である株式会社ライブドアの株価は、落選の結果を受けて上昇した。
12月19日、宮城県利府町にて『フェニックスフェスタ』と名付けたファン感謝イベントを開催し、幻となった球団ロゴマークなどを公開。ライブドアフェニックスのグッズを販売した。またゲストの斎藤隆（当時横浜ベイスターズ）と大家友和（当時モントリオール・エクスポズ）の2投手を交えた少年野球教室も開かれた。

### その後
2005年になって、ライブドアは広島東洋カープの球団買収へ向けた調査を行っていることが判明。これには堀江貴文（当時社長）が9月に開かれた第44回衆議院議員総選挙で広島6区から出馬（落選）した事も影響しているとも言われている他、読売ジャイアンツ戦の試合減少などによる赤字計上の可能性が濃厚な情勢にあることも背景にあるとされる。
しかし、2006年1月になってライブドア・ショックが発生し、堀江らライブドア経営陣が辞任するとプロ野球の話は自然消滅。堀江の代表取締役辞任後は中野正幾取締役が代表取締役を務め、同年5月25日の株主総会にて解散を決議。同年夏ごろには、ライブドア企業概要の関連会社一覧からも削除された。
2021年2月、独立リーグ・ルートインBCリーグに所属する埼玉武蔵ヒートベアーズは同球団のアドバイザーとして、堀江が就任したことを発表した。球団側は「野球に興味のない人たちをどのように球場に呼ぶか等をこれから一緒に考えていただきます」とのコメントを出している。
2021年3月にBCリーグとは別の独立リーグである九州アジアリーグが設立されたことを受けて、同年5月22日に堀江が出身地である福岡県に独立リーグの新球団設立を計画していると西日本新聞が報じ、堀江も同日付のTwitterにてその事実を認め、「福岡北九州フェニックス」の球団名で同県北九州市を本拠地として、リーグ参入を目指す方針であることを明らかにした。5月26日に開催したオンラインの記者会見で堀江は、新球団の名称及びロゴをライブドア・フェニックスから流用したことを認めた。球団は報道通り2022年よりリーグ戦に参加した後、2023年シーズンから名称を「北九州下関フェニックス」に改めている。

## エピソード
新球団の監督としては、上述のオマリーの他に、野村克也からも売り込みがあったという。当時野村の番記者を務めていた加藤弘士によれば、野村の妻の沙知代が堀江にアプローチしていた他、当時野村が野球部監督を務めていたシダックスのオーナーである志太勤からも堀江に推薦があり、堀江も後に「（当時の）赤坂プリンスホテルで野村と会談した」ことを認めている。ただライブドアでは、監督に親しみやすさやフレッシュさのイメージを求めていたため、野村の起用を見送りオマリーに候補を一本化した。